# サイアム商業銀行

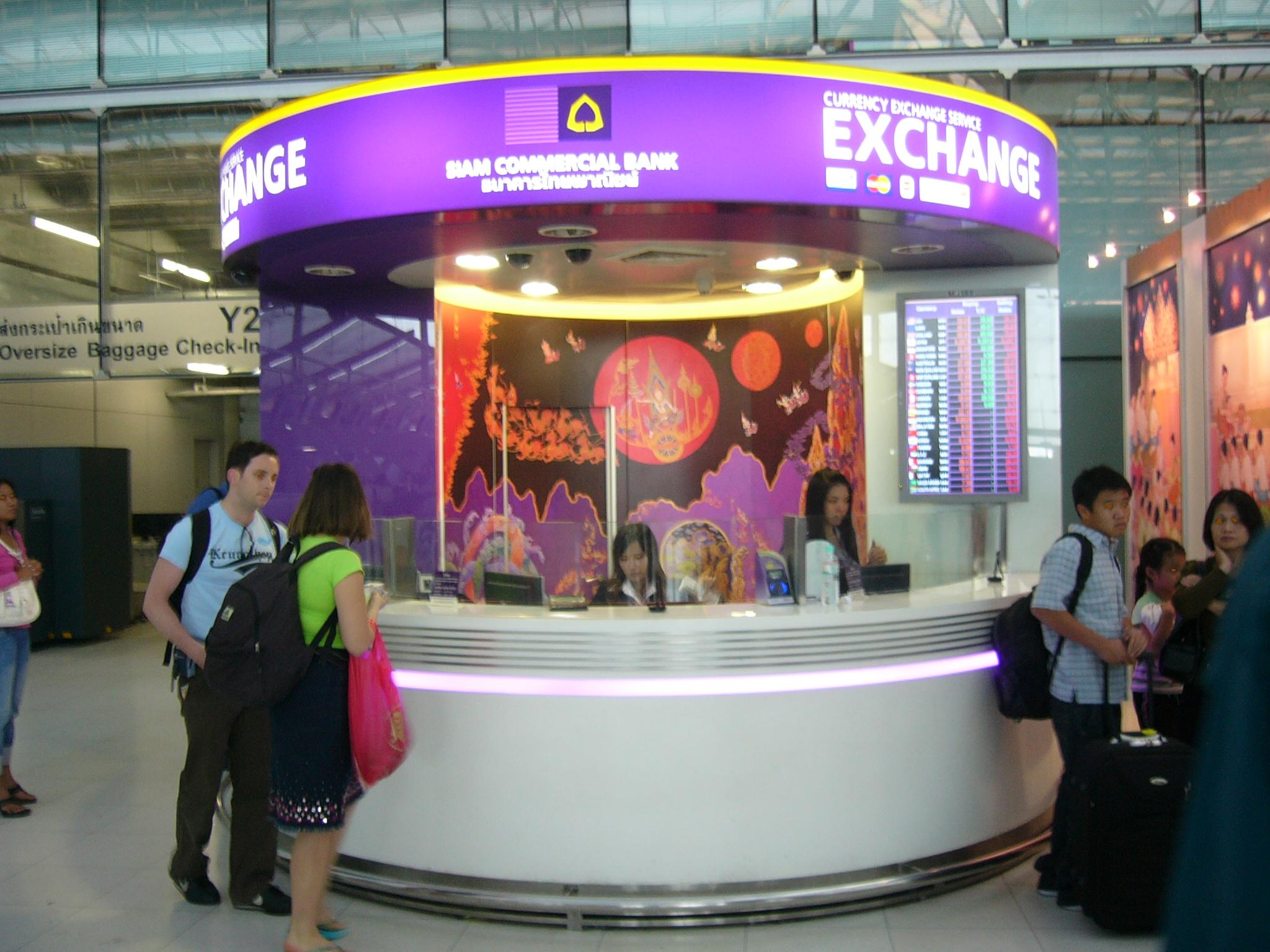
サイアム商業銀行の外貨両替所

サイアム商業銀行(Siam Commercial Bank)またはサイアム・コマーシャル銀行は、タイにある銀行。略称はSCB。タイ国内では資産規模で第3位。イメージカラーは紫色。1905年設立で、タイでは一番歴史の古い商業銀行。主要株主はタイ国王(保有比率 23.38%)となっており、王室系の銀行でもある。タイ証券取引所に上場していて、SET 50 Indexにも採用されている。(2008年2月現在)
サイアム・シティ銀行は別会社。

## グループ会社
- サイアムコマーシャル証券 (SCBS)
- サイアム・パニット・リーシング（SPL）
- SCBアセット・マネジメント（未上場）
- サイアムコマーシャル生命保険（SCNYL）
- サイアムサマッギー保険（SCSMG）
- カンボジアコマーシャル銀行 (CCB)